# Fogaça da Feira

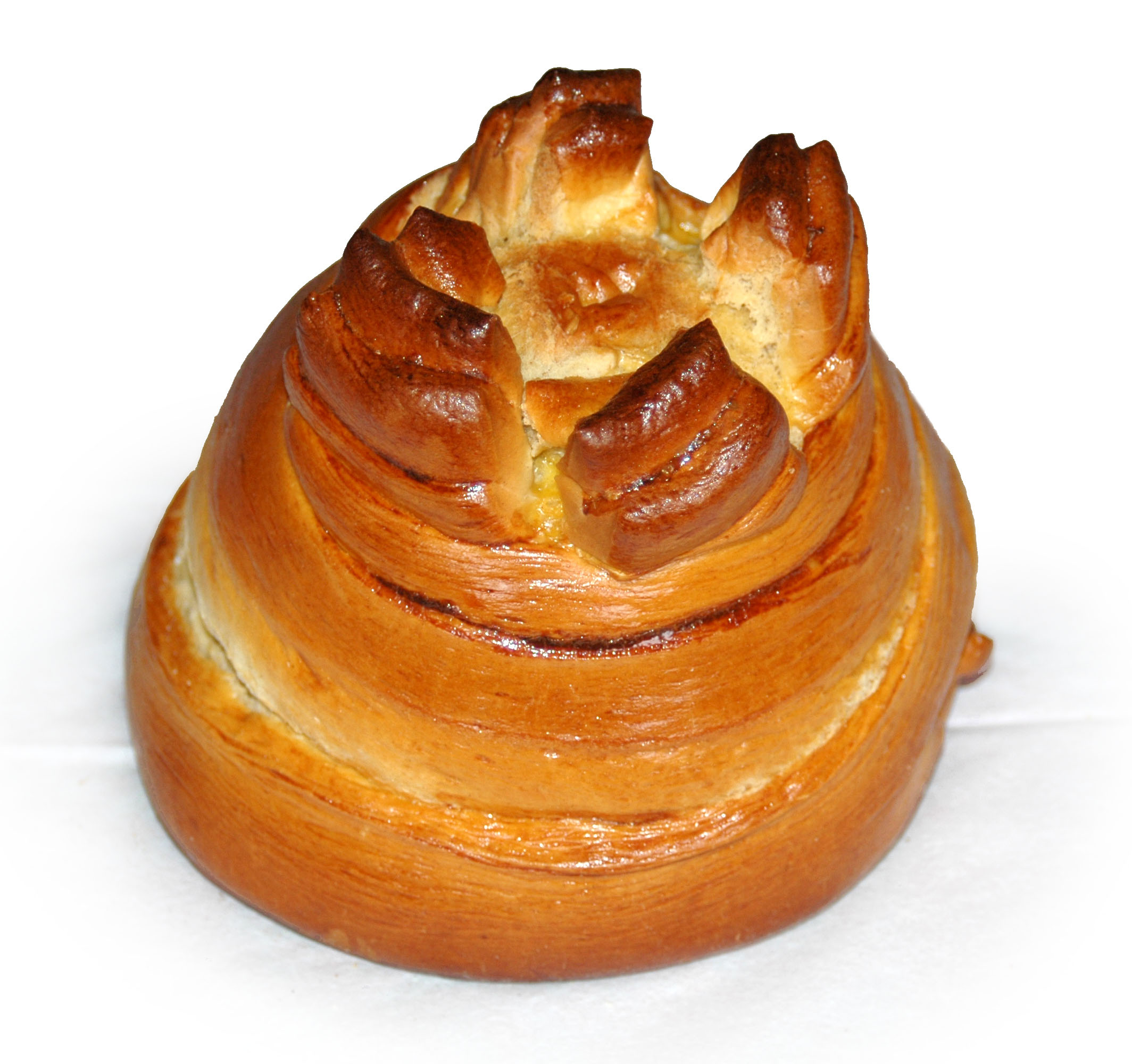
Fogaça da Feira.

A Fogaça da Feira é um pão doce que resulta de um voto a São Sebastião e que constitui a base para a Festa das Fogaceiras, que se realiza anualmente a 20 de Janeiro em Santa Maria da Feira, em Portugal. O seu formato alude às torres do Castelo de Santa Maria da Feira.